# Clubhouses
Clubhouses is de 25e episode van Comedy Centrals animatieserie South Park.

## Verhaal
Stan Marsh en Kyle Broflovski besluiten een clubhuis (boomhut) te maken zodat ze 'doen, durven of waarheid kunnen spelen met Wendy Testaburger en Bebe Stevens. Stan hoopt dat hij wordt uitgedaagd om zijn vriendinnetje Wendy te kussen. Bebe, die een oogje op Kyle heeft, probeert het voor elkaar te krijgen dat Kyle haar moet kussen. Kyle heeft niet veel interesse in meisjes en wil niet meedoen, maar Stan zegt "dat ze op deze manier de meisjes insecten kunnen laten eten. Cartman en Kenny zien wat Kyle en Stan doen en besluiten ook een clubhuis te maken. Cartman maakt een heuse blauwdruk voor zijn "Ewok Village 2000", en Kenny moet, omdat hij arm is en daarom geen opzichter kan zijn, het clubhuis bouwen. Opzichter Cartman doet ondertussen niets anders dan tv kijken en Cheesy Poofs eten.
Stan mag geen Terrance and Phillip meer kijken en moet van zijn moeder naar kindvriendelijkere programma's kijken, zoals Fat Abbot. Dit programma blijkt alleen niet veel beter te zijn dan Terrence and Phillip, en Stan en Kyle vinden dit grove programma zelfs nog leuker.
Ondertussen loopt het huwelijk van Stans ouders op de klippen. Omdat Stan betrapt is in het doorgeven van briefjes in de klas moeten hij en zijn ouders naar Mr. Mackey voor een gesprek. Hier ontstaat ruzie tussen de ouders van Stan. Mr. Mackey probeert de boel te sussen, maar het begint meer op een relatietherapie te lijken. Helaas werkt het niet. Randy en Sharon Marsh scheiden. Als Stan thuiskomt heeft Sharon alweer een nieuwe vriend, genaamd Roy. Eerst zegt hij dat hij begrijpt dat Stan het moeilijk heeft, maar begint vervolgens te zeuren dat Stan nog geen hout heeft gehakt en als Stan dat niet snel doet hij erg boos zal worden.
Cartman en Kenny zijn als eerste klaar met hun clubhuis, en Kenny spreekt af met twee meisjes die waren weggelopen van huis.
Hun plannen om Truth or Dare te spelen met de meisjes mislukken.
Stan en Kyle zijn nog steeds hard aan het werk aan hun clubhuis. Dan roept Sharon Stan omdat hij naar zijn vader moet, die het recht heeft om Stan te zien. Randy, Stans vader, heeft er blijkbaar niet veel moeite mee om single te zijn. Hij heeft een rode Corvette cabrio gekocht, draagt een oorbel, flirt met meisjes als hij moet wachten bij het rode verkeerslicht en organiseert zelfs een feestje in Cartmans clubhuis (samen met de weggelopen meisjes). Randy neemt Stan mee in zijn rode Corvette voor een ritje door de stad. Hierbij vertelt hij, net als Sharon, dat Stan het allerbelangrijkste in zijn leven is. Voordat Stan hier normaal op kan antwoorden wordt hij alweer afgezet bij z'n huis en snelt Randy weg in zijn auto.
Als Stan weer terug is in zijn Clubhuis komen de meisjes net langs om truth or dare te spelen. Naar advies van Chef probeert Stan het slim te spelen, door eerst een paar keer truth te kiezen en dan dare, zodat hij de meeste kans maakt op een kus van Wendy. Helaas houdt Kyle zich niet aan dit plan en kiest de eerste keer meteen dare. Hij moet zich door Bebe op zijn lippen laten kussen. Als het gebeurd is roept hij 'Sick!' en rent hij het clubhuis uit. Stans peetoom roept vervolgens Stan om alweer hout te hakken, terwijl ze volgens Stan genoeg hebben voor 10 jaar. Bij een feestje in het Clubhuis van Cartman (waar Stans vader ook weer is) wordt Kenny doodgetrapt door een menigte dansende mensen. Stan is bij hem thuis tv aan het kijken. Bij het kijken van een aflevering van Fat Abbot maakt Stan een plan, hij wil zijn ouders weer bij elkaar brengen. Hij schrijft beiden een briefje, waarin staat dat ze naar de boomhut moeten komen. Hier beginnen ze truth or dare te spelen, wat eindigt in een vrijpartij. De volgende dag spelen Wendy, Bebe, Stan en Clyde Donovan (het nieuwe vriendje van Bebe) truth or dare. Stan past zijn coole techniek weer toe, maar bij de dare wordt Stan uitgedaagd door Wendy om een stokje in zijn plasgat te stoppen.

## Kenny's dood
Tijdens een feestje in Cartmans clubhuis wordt Kenny doodgetrapt door een menigte dansende jongeren.

## Culturele verwijzingen
- The Fat Abott Show is een parodie op de Amerikaanse serie Fat Albert and the Cosby Kids